# وزارة البيئة وجودة الحياة (الجزائر)
وزارة البيئة وجودة الحياة، هي الوزارة الجزائرية التي تهتم بالمسائل البيئية للجزائر. يرأس الوزارة حاليا السيدة فازية دحلب منذ 18 مارس 2023 خلفا لسامية موالفي، عقب التعديل الحكومي الذي أجراه رئيس الجمهورية عبد المجيد تبون.

## مقر الوزارة
يقع مقر وزارة البيئة في 4 طريق المدافع الاربع، الجزائر الوسطى، الجزائر العاصمة

## وصلات خارجية
- البوابة الجزائرية للطاقة المتجددة
- الموقع الرسمي لوزارة البيئة
- البيئة في الجزائر.. تحديات كبيرة وإجراءات ضئيلة